# ヨークタウン級航空母艦
ヨークタウン級航空母艦（ヨークタウンきゅうこうくうぼかん、Yorktown-class aircraft carrier）は、アメリカ海軍の航空母艦の艦級。第二次世界大戦前に3隻が建造され、そのうちの2隻は日本海軍との戦いで戦没した。

## 概要

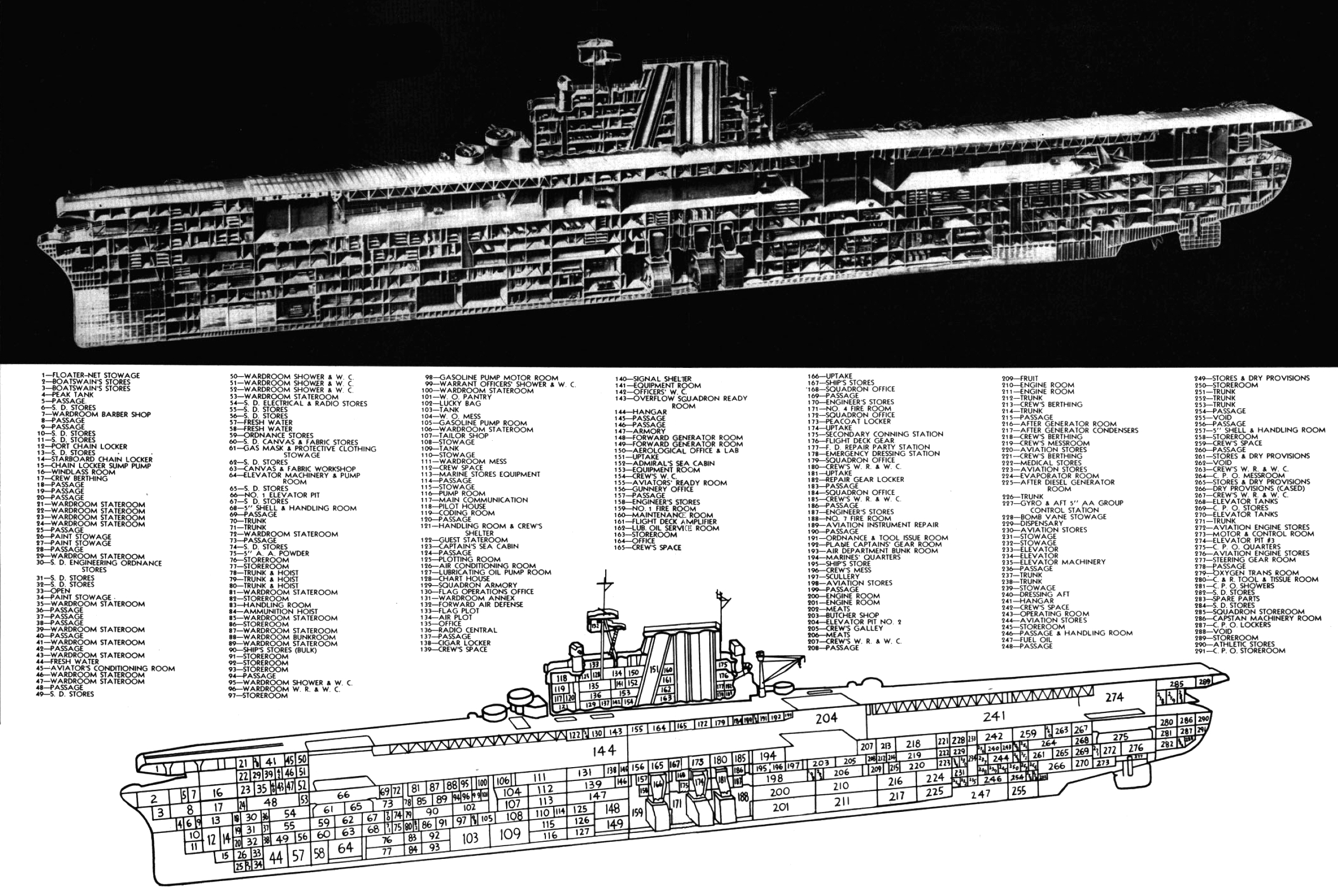

1930年代のアメリカ海軍は、ワシントン海軍軍縮条約の制限下における空母の建造を検討していた。大型空母レキシントン級の運用経験および専用設計された小型空母「レンジャー」の設計経験、条約による排水量制限から最大トン数25,000トンの新型空母ヨークタウン級2隻（「ヨークタウン」と「エンタープライズ」）を計画することとなった。
ヨークタウン級は「レンジャー」と同じく1層の開放式格納庫を持ち、エレベーターは前部、中部、後部の3ヶ所に配置された。格納庫の開放部から直接横方向に射出されるカタパルト（戦闘機など軽量な航空機専用）が装備されていたが非実用的であり、後に撤去された。機関はシフト配置になっておらず、前側に3列に配置されたボイラー室があり、後部に4基のタービン室が2列に置かれた。1937年に「ヨークタウン」は試験で後進速力17.5ノットを記録している。
レキシントン級、「レンジャー」とヨークタウン級の空母5隻は合計134,000tに上り、これに加えて20,000tの「ワスプ」によって米海軍の制限トン数は一杯となった。1937年に条約制限が破棄されると海軍は空母の建造を再開し、ヨークタウン級の経験から、改良型のエセックス級が設計・建造されることとなる。しかし、それまでのつなぎとして同級3番艦の「ホーネット」を建造した（「エセックス」が就役するのは1943年になってから）。
「ホーネット」の就役が開戦直前だったため、また、「ヨークタウン」の戦没が早かったために、このヨークタウン級空母3隻が同一の海域にいたのは1942年の5月27,28日（真珠湾）および6月2,3日（ミッドウェー近海）の僅か4日間だった。
「エンタープライズ」を除き同級の2隻は1942年末までに失われた。「ヨークタウン」は同年6月のミッドウェー海戦で日本海軍の「伊号第一六八潜水艦」に雷撃され沈没し、「ホーネット」は同年10月の南太平洋海戦で大破、航行不能となって漂流中に日本艦隊の攻撃を受けて撃沈された。「エンタープライズ」は同年8月の第二次ソロモン海戦で爆撃を受けて中破。さらに2ヶ月後の南太平洋海戦でまたもや中破した。応急修理を受けて同年11月の第三次ソロモン海戦に参加した。1942年12月、ヌメアに修理を終え、哨戒活動を開始した。1943年1月のレンネル島沖海戦に参加。同年5月に真珠湾に帰港し、同年7月に本国に回航して本格的な修理と改装を受けて1943年11月に復帰した。
以後、さまざまな作戦に参加した「エンタープライズ」は、1945年5月14日に日本軍機による特攻で被害を受け、修理のために戦線から離脱した。本国の海軍工廠に到着し、修理とオーバーホール中に終戦を迎える。終戦後、損傷を回復した「エンタープライズ」はマジック・カーペット作戦に従事し、ヨーロッパから10,000名以上の復員兵を輸送した。エンタープライズは、大戦において最も改修が行われた航空母艦となった。

## 同型艦
| ヨークタウン級航空母艦 | ヨークタウン級航空母艦          | ヨークタウン級航空母艦 | ヨークタウン級航空母艦 | ヨークタウン級航空母艦 | ヨークタウン級航空母艦 |
| No.                    | 艦名                            | 起工                   | 進水                   | 就役                   | 最後                   |
| ---------------------- | ------------------------------- | ---------------------- | ---------------------- | ---------------------- | ---------------------- |
| CV-5                   | ヨークタウン USS Yorltown       | 1934年 5月21日         | 1936年 4月4日          | 1937年 9月30日         | 1942年 6月7日戦没      |
| CV-6                   | エンタープライズ USS Enterprise | 1934年 7月16日         | 1936年 10月3日         | 1938年 5月12日         | 1947年 2月17日退役     |
| CV-8                   | ホーネット USS Hornet           | 1939年 9月25日         | 1940年 12月14日        | 1941年 10月20日        | 1942年 10月26日戦没    |

## ギャラリー

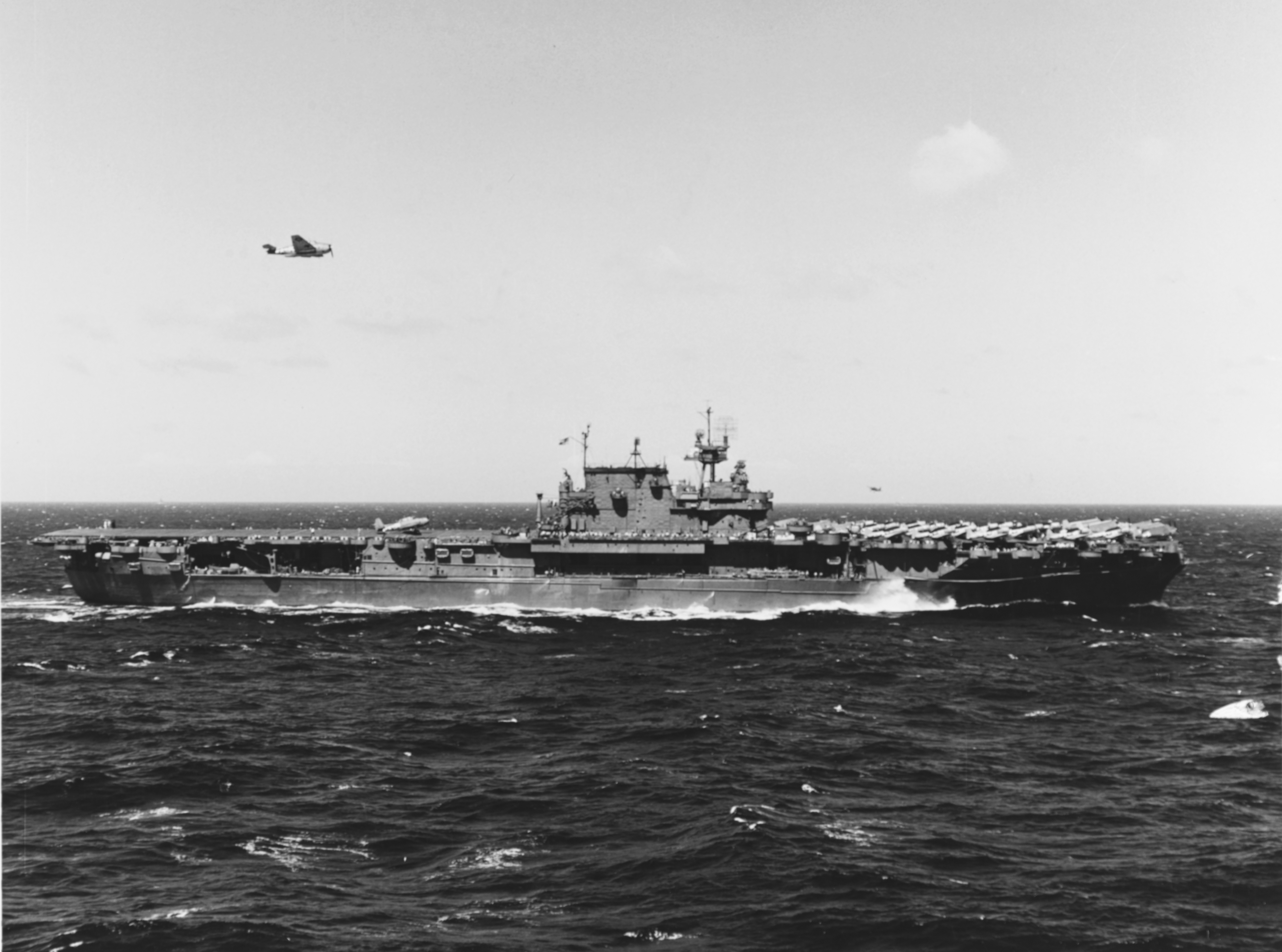
CV-6 エンタープライズ
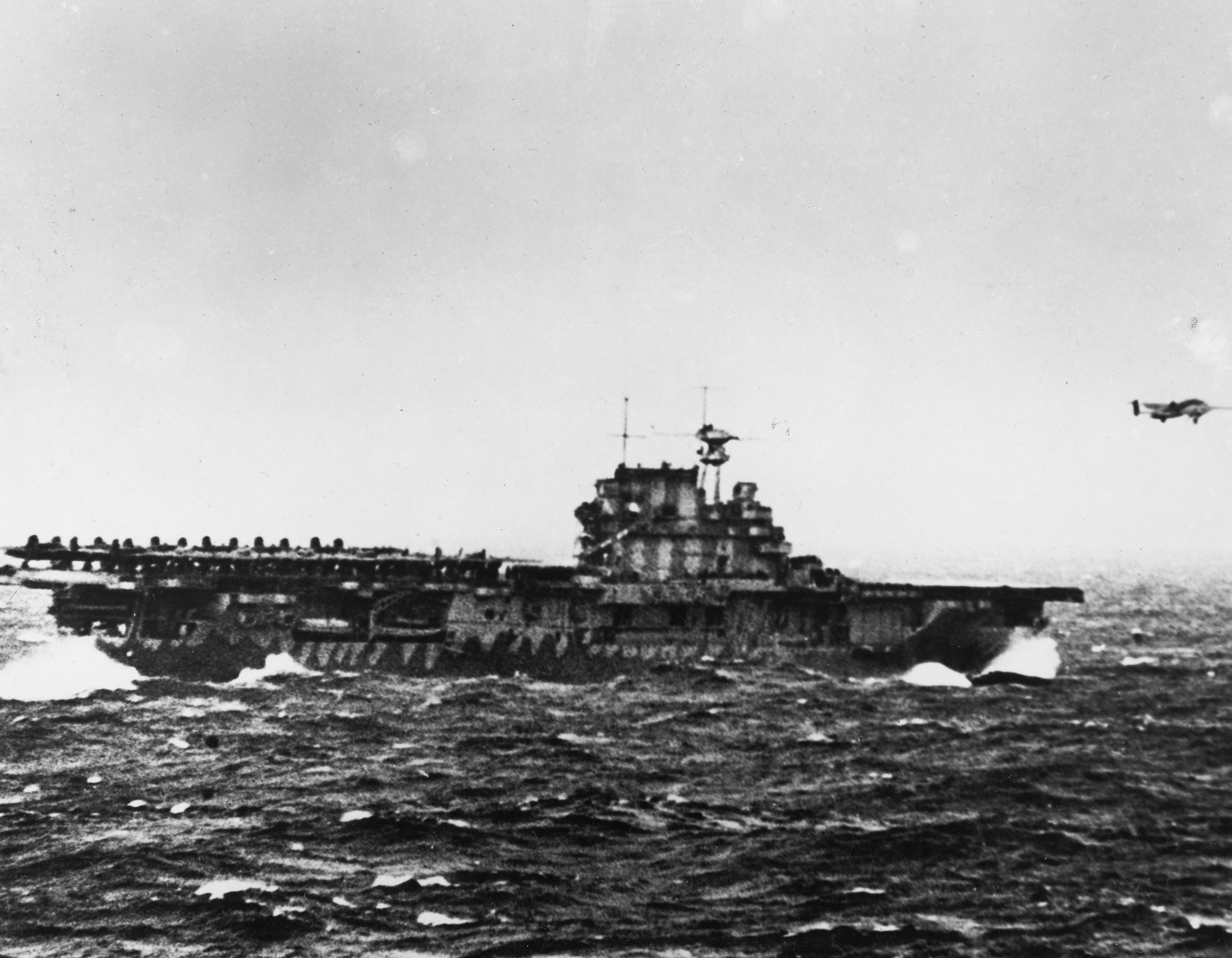
CV-8 ホーネット

## 登場作品

### 小説
『連合艦隊西進す』
エセックス級の建造された頃には艦載機搭乗員の訓練が任務となっていたが、空母戦力強化のため亡命イギリス政府に売却され、「ヨークタウン」は「グローリー」、「エンタープライズ」は「トライアンフ」、「ホーネット」は「ウォーリア」として運用される。